# Patrick Sheltra
Patrick Sheltra, né le 14 mai 1986 à Indiantown (Floride), est un pilote américain.
Il court depuis 2005 dans l'écurie de son père Richard. Il est l'actuel champion ARCA series. Il ambitionne à terme de courir en NASCAR.

## Carrière
- 2005 : ARCA RE/MAX Series - 1 course - Chicagoland - 35e
- 2006 : ARCA RE/MAX Series - 2 courses
- 2007 : ARCA RE/MAX Series - 7e du Championnat - Hoosier Won Tire Charger Hard Price
- 2007 : NASCAR Camping World Truck Series - Atlanta - NC
- 2008 : ARCA RE/MAX Series - 6e - Hoosier Won Tire Charger Hard Price
- 2008 : Busch Series - 2 courses - 103e
- 2009 : ARCA RE/MAX Series - 9e - 1 victoire (Salem)
- 2009 : Busch Series - Abandon
- 2010 : ARCA RE/MAX Series - Champion - 2 victoires - 1 pôle
- 2010 : Busch Series - 108e - 3 tours menés

## Statistiques
- 3 victoires
- 1 pôle
- 22 top-5
- 39 top-10
- Champion ARCA RE/MAX Series 2010